# Hâpydjéfa
Hâpydjéfa est nomarque du nome supérieur du Sycomore à Assiout sous le règne de Sésostris Ier.

## Attestation
Une statue le représentant assis a été découverte lors de fouilles menées à Kerma par George Andrew Reisner.
Sur le côté de cette statue, l'inscription :

« jmȝḫ ḫr Wp-wȝwt nb Sȝwt
r-pˁt ḥȝty-ˁ wr wrn Šmˁw Mḥw ḥry-tp ˁȝ n
Šmˁw smr wˁty mr gs-pr n nswt
ḥȝty-ˁ Ḥˁpy-ḏfȝ ms.n ˁId(y)-ˁȝt »

qu'on traduit :

« Le bienheureux auprès d'Oupouaout, le maître d'Assiout,
le prince et gouverneur, le grand (parmi) les grands de Haute et Basse-Égypte, le grand supérieur de
Haute-Égypte, l'ami unique, l'intendant du district administratif du roi,
le gouverneur, Hâpydjéfa qu'à mis au monde Idaât »

confirme bien qu'il s'agit du nomarque d'Assiout dont la statue s'est retrouvée à Kerma.